# 집 나온 남자들
"집 나온 남자들"은 2010년에 개봉한 대한민국의 영화이다.

## 캐스팅
- 지진희 : 지성희 역
- 양익준 : 황동민 역
- 이문식 : 유곽 역
- 김여진 : 신영신 역
- 옥지영 : 김양숙 역
- 권병길 : 큰아버지 역
- 최보광 : 홍금선 역
- 신채연 : 금주 역
- 유승목 : 유 형사 역
- 김승훈 : VNM 오 실장 역
- 정우혁 : 흥신소 팀장 역
- 박소연 : 마네모네 막내 역
- 박주홍 : 사촌형 1 역
- 이응재 : 사촌형 2 역
- 김창현 : VNM 밴드 기타 역
- 최승우 : VNM 밴드 베이스 역
- 유상용 : VNM 밴드 드럼 역
- 김정혜 : VNM 밴드 키보드 역
- 박중현 : 흥신소 1 역
- 라경덕 : 흥신소 2 역
- 이민웅 : 흥신소 3 역
- 조문의 : 호텔 박 사장 역
- 김태정 : 호텔 박 사장 부인 역
- 김현아 : 카페 여주인 역
- 정유미 : 라디오 DJ 역
- 박지애 : 룸싸롱 도우미 1 역
- 최임경 : 룸싸롱 도우미 2 역
- 박승태 : 성희 어머니 역 (목소리)
- 이동호 : 김화백 역 (목소리)
- 김영호 : VNM 밴드마스타 역 (특별출연)
- 김규리 : 유영심 역 (특별출연)